# Ochoz (okres Prostějov)
Obec Ochoz se nachází v okrese Prostějov v Olomouckém kraji. Žije zde 198 obyvatel.

## Historie
První písemná zmínka o obci pochází z roku 1351. Roku 1374 koupil obec Ješek Kropáč z Holštejna. V 15. století se stávají majiteli Švábenští ze Švábenic. V obci stával v místě pozdějšího mlýna ženský klášter.
Roku 1869 zde žilo 311 obyvatel. K obci kromě hlavní části náleží rovněž osada Střelná. Před 1. lednem 1974 byla součástí katastrálního území Ochoz u Konice také asi polovina nedalekého Michnova, zvaná Michnov 2. díl, která v rámci Ochoze měla postavení osady 

## Obyvatelstvo

### Struktura
Vývoj počtu obyvatel za celou obec i za jeho jednotlivé části uvádí tabulka níže, ve které se zobrazuje i příslušnost jednotlivých částí k obci či následné odtržení.
| Místní části   | Místní části | 1869 | 1880 | 1890 | 1900 | 1910 | 1921 | 1930 | 1950 | 1961 | 1970 | 1980 | 1991 | 2001 | 2011 |
| -------------- | ------------ | ---- | ---- | ---- | ---- | ---- | ---- | ---- | ---- | ---- | ---- | ---- | ---- | ---- | ---- |
| Počet obyvatel | část Ochoz   | 311  | 292  | 319  | 316  | 270  | 271  | 301  | 236  | 219  | 215  | 199  | 216  | 208  | 196  |
| Počet domů     | část Ochoz   | 50   | 52   | 52   | 52   | 53   | 54   | 58   | 61   | 56   | 58   | 54   | 62   | 68   | 68   |

## Přírodní poměry
Východně od obce, v údolí potoka Pilávka, vyvěrá ochozská kyselka.

## Pamětihodnosti
- Venkovská usedlost U Šindlerů

## Galerie

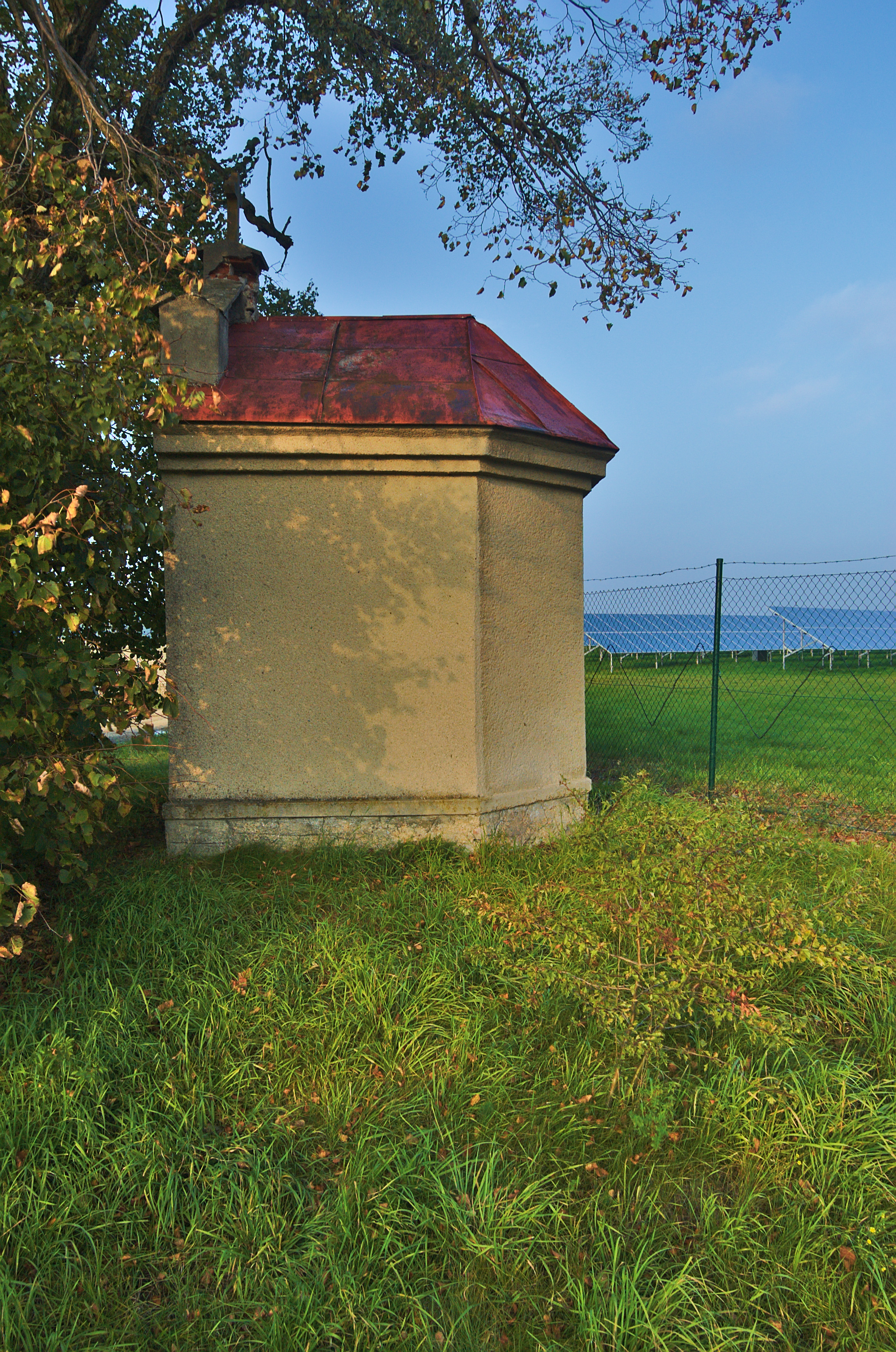
Kaplička svatého Libora u polní cesty z Ochoze do Konice
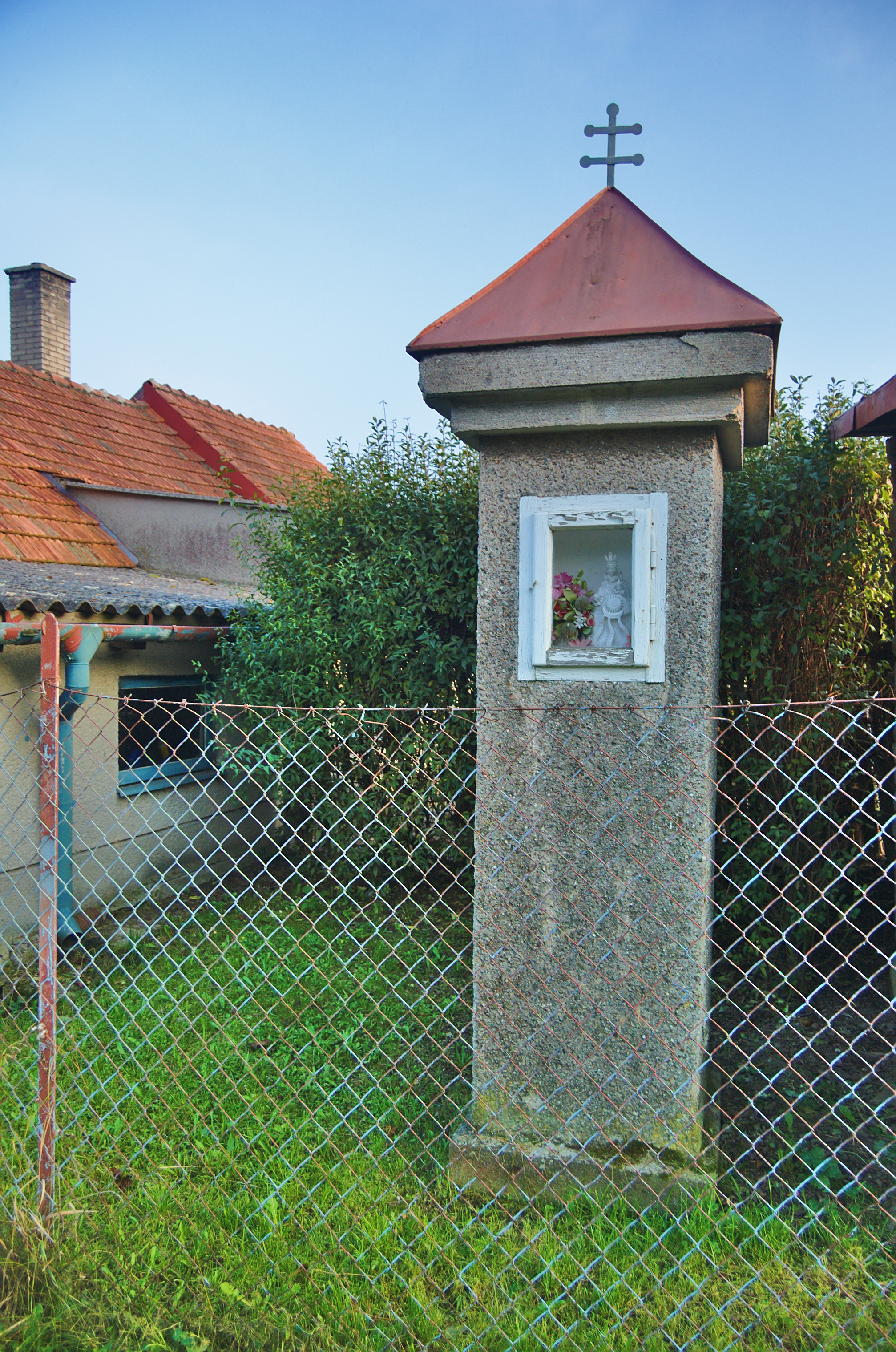
Boží muka na začátku polní cesty do Konice
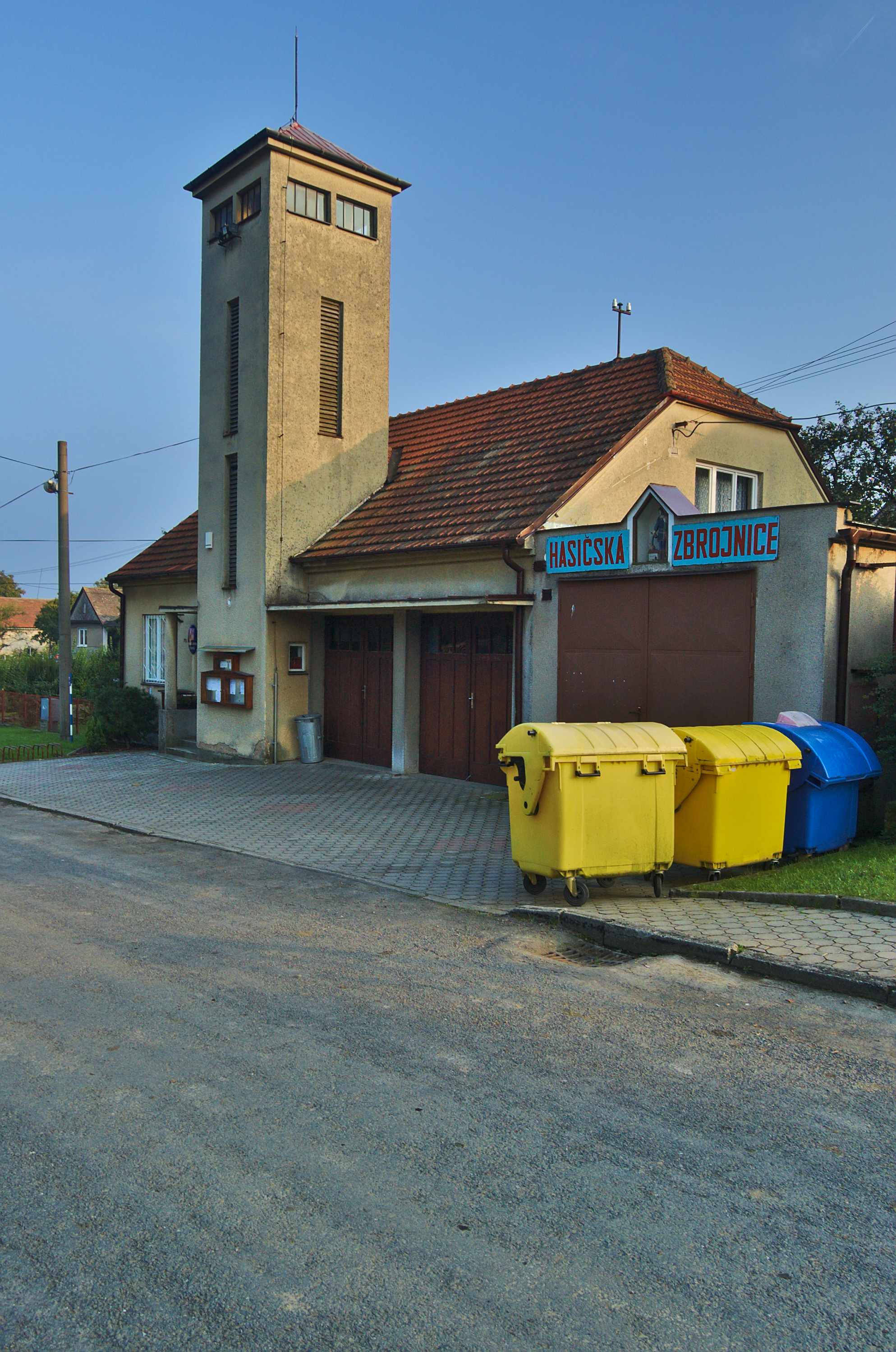
Hasičská zbrojnice
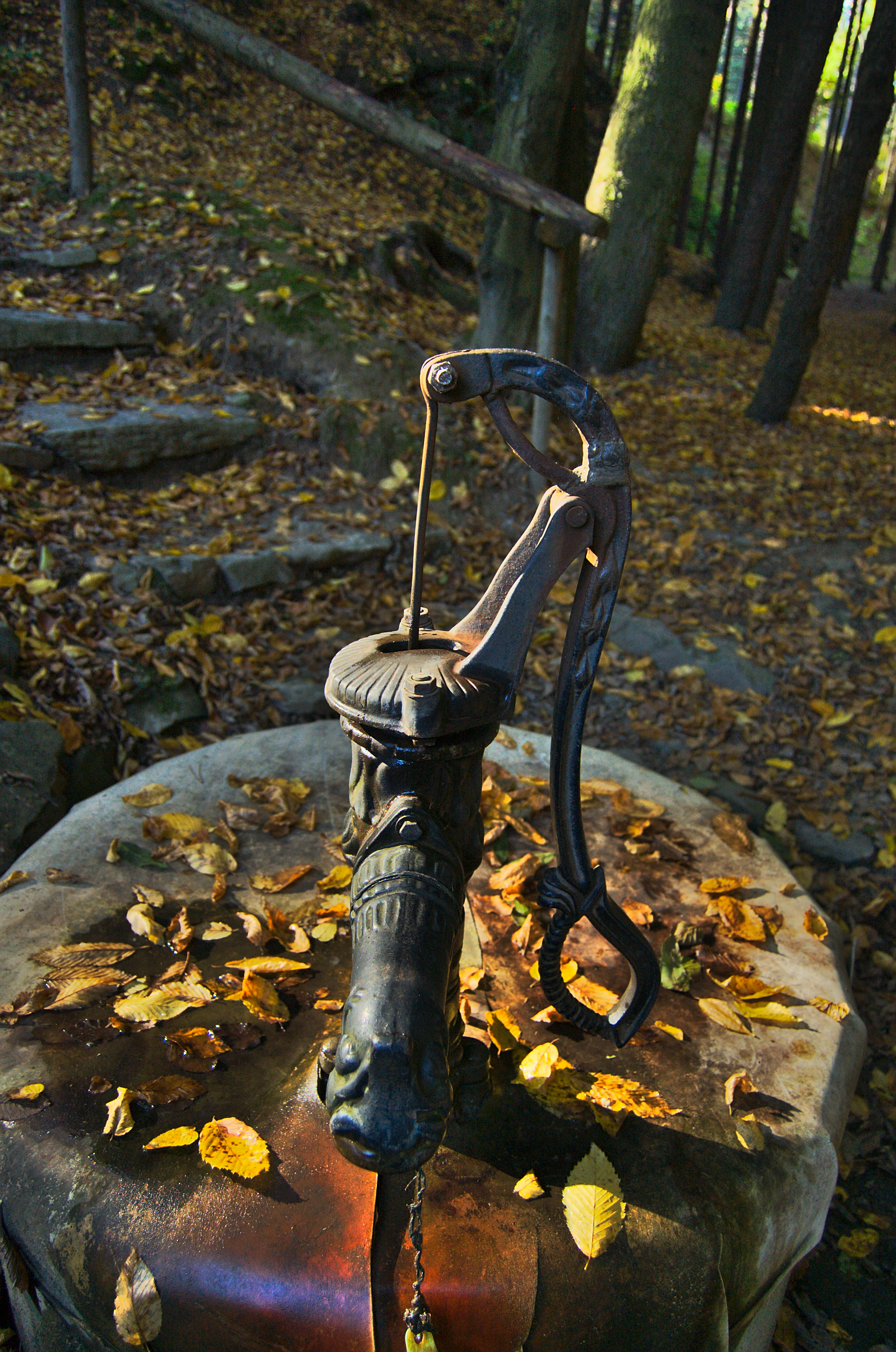
Pramen ochozské kyselky
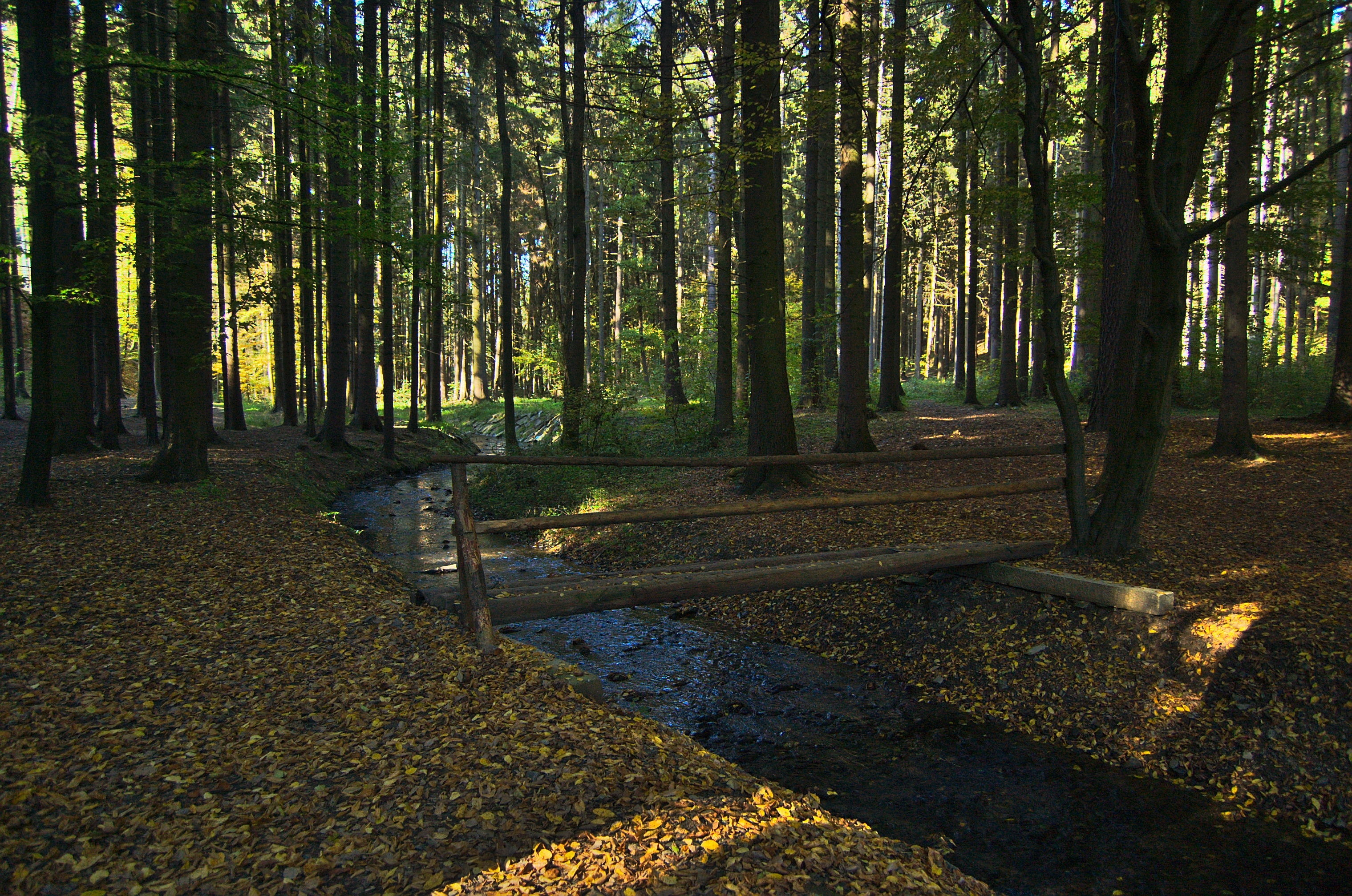
Pilavka u Ochozské Kyselky
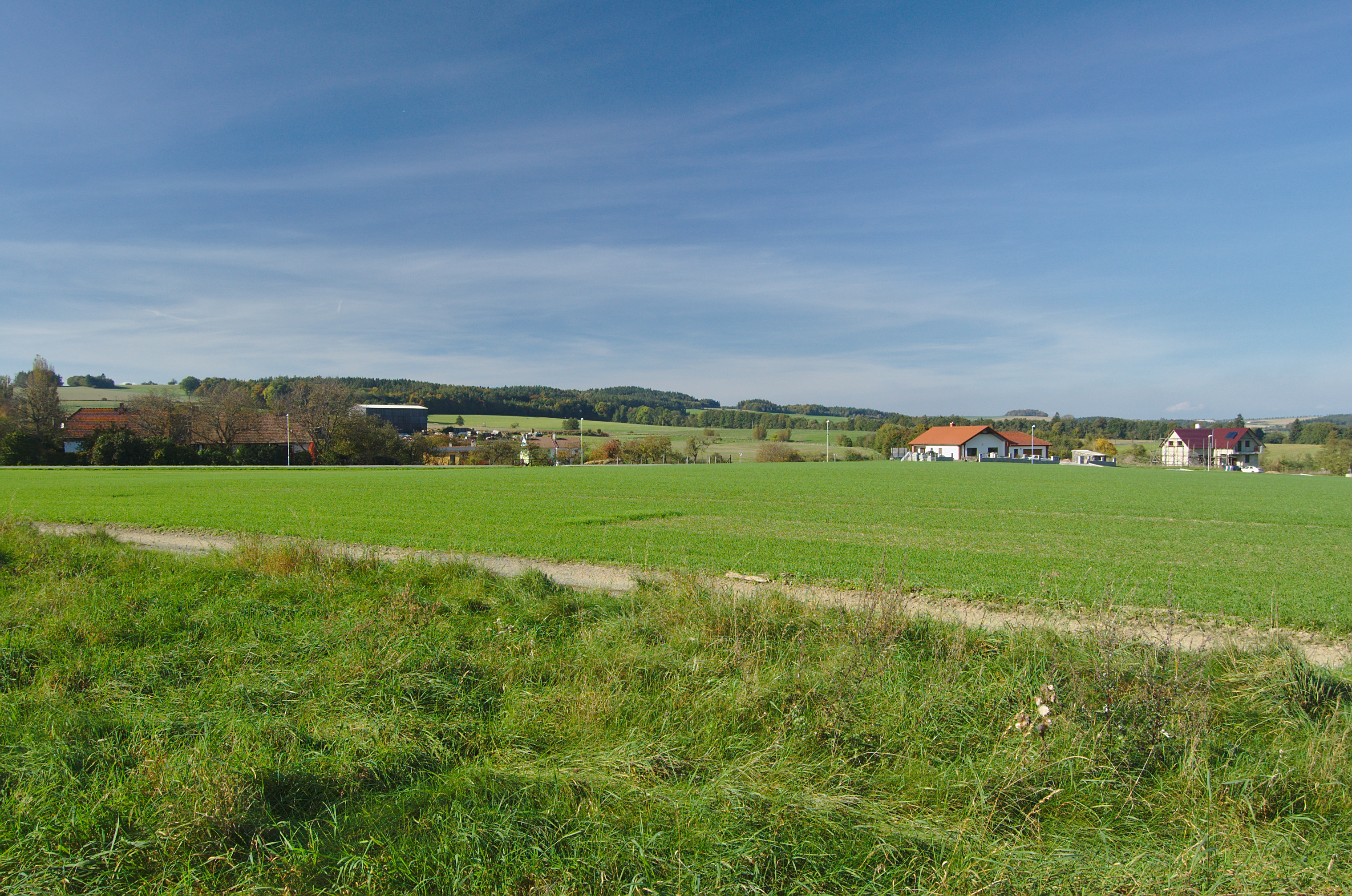
Pohled na obec od východu
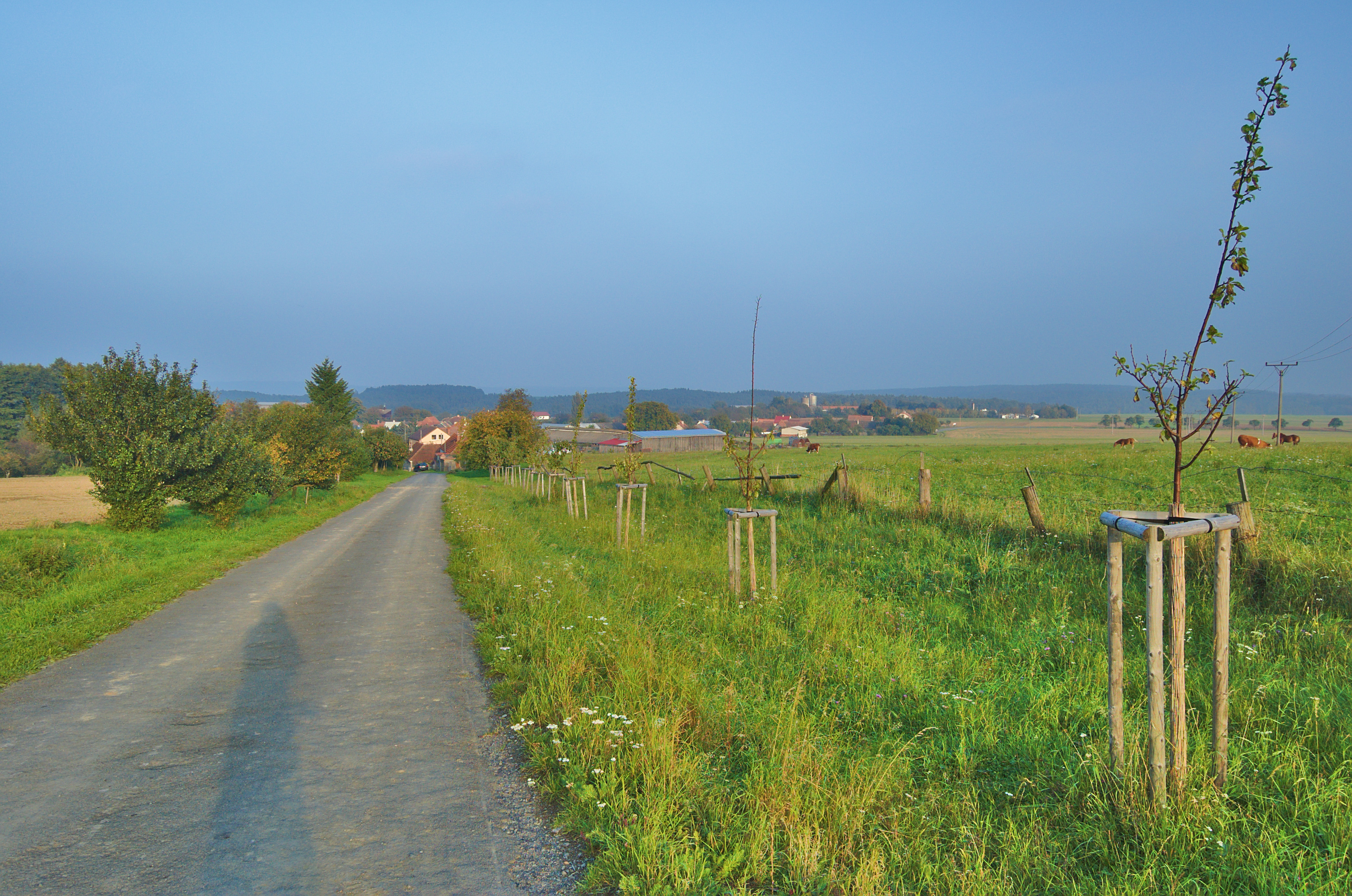
Pohled na vesnici od západu